# Häschen in der Grube

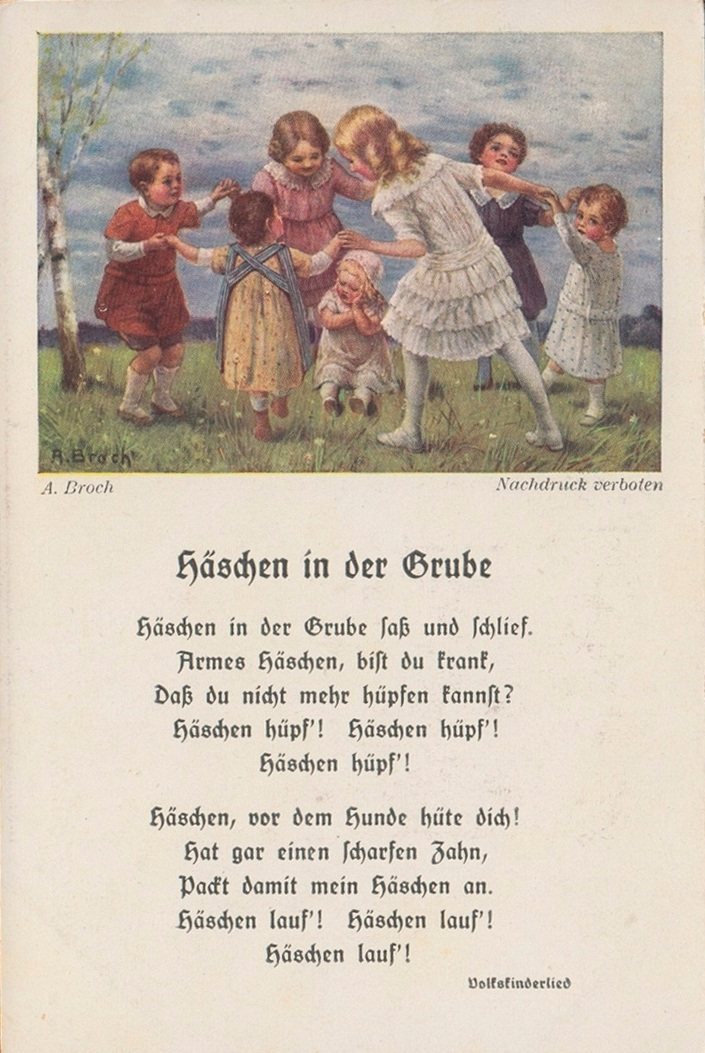
Liedpostkarte mit Darstellung des Häschenspiels von Alois Broch

Häschen in der Grube (auch: Häslein in der Grube) ist ein Kinder- und Spiellied, das hauptsächlich in der Kindergartenerziehung und in den Anfangsklassen der Grundschule gesungen und gespielt wird.
Der Text stammt von Friedrich Fröbel aus dem Jahre 1840, nachdem dieser mit der 1837 gegründeten Pflege-, Spiel- und Beschäftigungsanstalt für Kleinkinder von Blankenburg nach Keilhau zog. Hier sollten nun in der als Kindergarten apostrophierten Einrichtung die Kinder durch planvoll gruppierte Bewegungs- und Geistesspiele, Sprüche und Lieder bei ständiger Berührung mit der Natur ihrem Alter entsprechend allseitig angeregt und angeleitet werden. 1842 wurde das Liedgut dann auch in Kindergärtnerinnenkursen weitervermittelt.
Die Melodie ist abgewandelt vom Volkslied Wer die Gans gestohlen hat, der ist ein Dieb, das wiederum von Ernst Anschütz (1824) in Fuchs, du hast die Gans gestohlen umgedichtet worden war.
Das Lied ist bekannt in Finnland als Jänis istui maassa (Häschen saß auf dem Grund).

## Spiel
Zum Spiel bilden die teilnehmenden Kinder einen Kreis und fassen sich an den Händen. Während des Gesangs umrunden sie das Häschen, welches in der Kreismitte geduckt am Boden kauert. Der Text der ersten Strophe lautet:
Häschen in der Grube saß (da) und schlief, saß (da) und schlief,

armes Häschen, bist du krank,

dass du nicht mehr hüpfen kannst?

Häschen hüpf, Häschen hüpf, Häschen hüpf!
Bei der letzten gesungenen Zeile hüpft das Häschenkind ein paar Mal, indem es zusätzlich noch die Hände als gedachte Hasenohren anlegt. Während das Spielgeschehen zur ersten Strophe noch nahezu in allen Spielen gleich gehandhabt wird, sind die Fortsetzungen je nach Absicht der Bezugsperson, bedingt durch mehrere Weiterdichtungen, unterschiedlich.

### Fangspiel
Bei Fröbel, der die Berührung mit der Natur bevorzugte, heißt es weiter:
Häschen, vor dem Hunde hüte dich, hüte dich.

Hat gar einen scharfen Zahn,

packt damit mein Häschen an.

Häschen lauf, Häschen lauf, Häschen lauf.
Bei ihm wird darauf angespielt, dass der zuvor in der Sasse verborgene Hase durch einen Hund aufgestöbert wird und nun flieht. Im Spiel wird das durch ein Fangspiel (ähnlich Katz und Maus) fortgesetzt, indem ein vorher bestimmtes Kind den aus dem Kreis entweichenden Hasen versucht zu fangen.

### Streichelspiel
Bei der Fortsetzung des Spieles mit sozialer Komponente wird – entsprechend dem Text – ein Arzt geholt, der den kranken Hasen wieder gesund macht („Häslein in der Grube, nickt und weint, Doktor komm geschwind herbei und verschreibe ihm Arznei …“ und „… Häschen bist du schon kuriert? Hui, das rennt und galoppiert!“). Wenn das Häschen wieder wohlauf ist, darf es von allen geherzt und gestreichelt werden.

## Adaptionen
- Unter dem Titel Häschen in der Grube entstand ein deutscher 11-minütiger Kurzspielfilm unter der Regie von Hanna Doose mit den Darstellern Christopher Reinhardt (Markus), Soraya Richter (Schwester), Dirk Simpson (Vater) und Katharina Groth (Mutter). Hierbei geht es um sexuelle Gewalt in der Familie. Dieser Beitrag erhielt das Prädikat „wertvoll“, beim Filmfest Dresden 2004 eine lobende Erwähnung, beim Internationalen Frauen Film Festival in Turin 2004 die Auszeichnung 1. Platz als Bester Kurzfilm ex aequo und beim Landshuter Kurzfilmfestival 2005 den 3. Platz in der Rubrik StadtLandJugend.[2][3]
- Ein Gesellschaftsspiel für Kinder von Manfred Ludwig, erschienen bei Parker, trägt ebenfalls den Titel Häschen in der Grube.[4]
- Der Tatort: Häschen in der Grube handelt von Kindern, die als Versuchskaninchen bei fingierten Medikamentenstudien missbraucht werden. Zitat: „Armes Häschen macht man krank, bis es nicht mehr hüpfen kann.“
- 1968 entstand der Spielfilm Häschen in der Grube von Roger Fritz.